# Bantam Motor Company
Bantam Motor Company war ein US-amerikanischer Hersteller von Automobilen.

## Unternehmensgeschichte
Das Unternehmen wurde 1914 in Boston in Massachusetts gegründet. Im gleichen Jahr begann die Produktion von Automobilen. Dazu wurde ein Teil des Werks der Lenox Motor Company gemietet. Der Markenname lautete Bantam. Konstrukteur war Frank J. Tyler, der vorher bei Maxwell-Briscoe tätig war. Ebenfalls noch 1914 endete die Produktion. Insgesamt entstanden nicht viele Fahrzeuge.

## Fahrzeuge
Das einzige Modell wird als Cyclecar bezeichnet, obwohl es die Kriterien nicht erfüllt. Es hatte einen luftgekühlten V2-Motor mit 89 mm Bohrung, 94 mm Hub, 1182 cm³ Hubraum und 10,5 kW (14 PS) Leistung, Friktionsgetriebe und Kettenantrieb. Das Leergewicht war mit 454 kg angegeben. Das Fahrgestell hatte 218 cm Radstand und 117 cm Spurweite. Die offene zweisitzige Karosserie hatte nur eine Tür an der rechten Seite.